# Lincolnshire and Humberside South (circonscription du Parlement européen)
Avant l’adoption uniforme de la représentation proportionnelle en 1999, le Royaume-Uni utilisait le système uninominal à un tour pour les élections européennes en Angleterre, en Écosse et au pays de Galles. Les conscriptions du Parlement européen utilisées dans ce système étaient plus petites que les circonscriptions régionales les plus récentes et ne comptaient chacune qu'un seul membre au Parlement européen.
La circonscription de Lincolnshire and Humberside South était l'une d'entre elles.
Lors de sa création en Angleterre en 1994, il se composait des circonscriptions parlementaires du Parlement de Westminster de Brigg and Cleethorpes, East Lindsey, Gainsborough and Horncastle, Grantham, Great Grimsby, Holland with Boston et Lincoln.

## Membre du Parlement européen
| Élection                    | Élection | Membre             | Parti        |
| --------------------------- | -------- | ------------------ | ------------ |
|                             | 1994     | Veronica Hardstaff | Travailliste |
| 1999 circonscription abolie |          |                    |              |

## Résultats des élections
Les candidats élus sont indiqués en gras.
| Parti         | Parti                                    | Candidat           | Voix    | %    | ± |
| ------------- | ---------------------------------------- | ------------------ | ------- | ---- | - |
|               | Travailliste                             | Veronica Hardstaff | 83,172  | 42,4 | ' |
|               | Conservateur                             | Bill Newton Dunn   | 69,427  | 35,4 |   |
|               | Libéral Démocrate                        | K.M. Melton        | 27,241  | 13,9 |   |
|               | Green                                    | Miss R.E. Robinson | 8,563   | 4,4  |   |
|               | Libéral                                  | M.E. Wheeler       | 3,434   | 1,8  |   |
|               | Network against the Child Support Agency | I.E. Selby         | 2,973   | 1,5  |   |
|               | Natural Law                              | H.W. Kelly         | 1,129   | 0,6  |   |
| Majorité      | Majorité                                 | Majorité           | 13,745  | 7,0  |   |
| Participation | Participation                            | Participation      | 195,939 |      |   |
|               | Travailliste vainqueur (nouveau siège)   |                    |         |      |   |